# Православие в Пакистане
Православие в Пакистане — христианская деноминация на территории государства Пакистан.
На 2011 год число православных в Пакистане оценивалось в 500 человек, что составляло около 0,0002 % населения страны.
Из православных церквей в стране представлен: Константинопольский патриархат и Московский Патриархат. В стране действуют два православных прихода — в Лахоре, административно включённый в Сингапурскую митрополию и в Саргодхе (Пакистанская миссия Австралийско-Новозеландской епархии РПЦЗ).

## Константинопольский патриархат
С 2005 года на территории Пакистана была открыта православная миссия, возглавляет которую священник-пакистанец Иоанн Танвеер. С 1986 года он служил как католический священник в городе Лахоре, а в 1990 году встретился с православным греческим генералом. После состоявшейся встречи Иоанн Танвеер в 1993 году посетил Австралию, где ближе знакомится с православием. В 1996 году он сложил с себя сан католического священника, в 1997 году вступил в брак с выпускницей Оксфорда — Розой. В 1998 году Иоанн Танвеер выходит на контакт с представителями Константинопольского патриархата и пишет прошение о принятии его в православие. В 2001 году его прошение было одобрено, а в 2003 году состоялась его первая встреча с православным епископом. В 2005 году Джона (Иоанна) и его семью, а также единомышленников принимают в православие.
За период миссионерской деятельности священника Иоанна Танвеера в его доме в Лахоре был открыт домовый храм и катехизическая школа, переведены на урду ряд богослужебных текстов и книг (в том числе «Беседы с преподобным Серафимом Саровским»), поднят вопрос об официальной регистрации православной церкви в Пакистане, собираются средства на строительство духовного центра. Кроме Лахора действуют приходы в Вазирабаде и Хафизабаде, а также небольшие общины в Гуджранвале, Навабшахе и Фейсалабаде.
21 апреля 2013 года состоялась закладка первого православного храма.
Адрес миссии: FR. John Tanveer Orthodox Mission in Pakistan Ghauri House 2- Clifton Colony Street no.1 Lahore 54600 Pakistan

## Пакистанская миссия РПЦЗ
В феврале 2012 года в Пакистане была учреждена Пакистанская миссия Австралийско-Новозеландской епархии РПЦЗ. Был создан домовый храм в честь Архистратига Михаила. Был объявлен сбор средств для строительства церкви и детского дома в городе Саргодха.
В январе 2013 года митрополитом Иларионом (Капралом) были рукоположены в сан священников Кирилл Амер Шахзад и Иосиф Фарук на приход Архангела в Саргодхе, а также Антоний Шамун Масих на приход святого Антония в Хайдерабаде.
В сентябре 2014 года православная миссия св. Архангела Михаила основала храм в Бхалвале
Священники Кирилл Амун Шахзад и Антоний Шамун Масих с миссией Михаила Архангела перешли в неканонический старостильный Синод митрополита Иакова (Яннакиса). 29 сентября 2014 года митрополит Иларион (Капрал) объявил о том, что священники Кирилл Амун Шахзад и Антоний Шамун Масих освобождены от своих обязанностей и более не состоят в клире РПЦЗ как и миссия Михаила Архангела. Единственным каноническим клириком РПЦЗ в Пакистане после этого остался священник Иосиф Фарук.

## Русская православная старообрядческая церковь
Пакистанец Кирил Шахзад Амер, ставший старообрядческим священником весной 2017 года, в июне крестил по старообрядческому чину около 120 жителей города Саргодха, основав первую в стране старообрядческую общину. 6 февраля 2019 года было начато строительство церкви во имя преподобного Сергия Радонежского.

## Международное культурное сотрудничество
В феврале 2019 года был снят фильм «Пенджабский Крест» посвящённый  первой общине православных христиан (РПЦЗ) в Пакистане. Автором фильма выступил политолог Леонид Савин при поддержке министерства информации, телерадиовещания и литературного наследия Исламской Республики Пакистан.
Съемки проходили в 2019 году в городе Саргодха (штат Пенджаб). Священник Иосиф Фарук, настоятель общины, и прихожане делятся историей миссии Архангела Михаила,рассказывают о жизни православных в исламском государстве, своем отношении к России.
Презентация фильма состоялась 1 ноября в Москве в Доме Русского Зарубежья.